# Yves Cheylan
Pour les articles homonymes, voir Cheylan.
Yves Cheylan  est un compositeur français de problèmes d'échecs né le 14 novembre 1938 et mort le 1er mai 2021. Grand maître international pour la composition échiquéenne depuis 2007 et juge international depuis 1978, il est spécialiste des problèmes en deux coups.